# 歸 (小說)
〈歸〉是陳若曦所著的長篇小說，屬於「傷痕文學」。1978年由臺北聯經出版社出版。

## 內容簡介
小說以從海外到大陸的兩對學者夫婦為主線：陶新生、辛梅夫婦一家為主軸，方正、柳亞男夫婦一家為副軸。由美國回到大陸的辛梅在南京水利學院任英語教師，本想在暑到長沙會見丈夫陶新生，未料申請被拒，剛巧獲知好友方正、柳亞男夫婦從海外回來，到南京任教。辛梅於是和丈夫分別從南京及長沙前往武漢，會見方正夫婦。小說以辛梅一路上訪友會親的路線分為「南京」、「武漢」、「南京」三章，記錄陶新生、辛梅及方正、柳亞男兩對夫婦的遭遇和的所見所聞，他們既有思鄉的痛苦，又有知識分子堅持理想的氣節，縱使思鄉日益哀切，但海外回歸的知識分子與社會主義的大陸社會格格不入，報效家國的艱難道路卻是雖苦猶甘。

## 小說人物
| 人物     | 簡介 |
| 辛梅     | 小說主角。父母住在臺灣的鄉下。台灣大學畢業後留學美國念研究院，專修西洋史，畢業後因「國而忘家」而到中國大陸，偏遇上文化大革命高潮。被分配到南京水利學院任外語教研組的教員，月薪64元。在大陸生活已六年。 |
| 陶新生   | 辛梅的丈夫。原名陶承志，由台灣到美國諗博士，專修氣象學和地球流體力學。因父親是國民黨將官，改名「新生」以避嫌。三歲時父親被共產黨打死，五歲時母親去世，由姨媽帶大。回國後被分配到南京水利學院任力學教研組教員，月薪74元。曾和李永忠到長沙出差。一直想念著四川，以歸國留學生身份寫信給周恩要求調到四川。最後因扛米下船時掉下水中死亡。 |
| 陶煉     | 辛梅長子，五歲，讀幼兒園。從小就希望當解放軍。 |
| 陶冶     | 辛梅次子，兩歲。早產兒，天生有哮喘病。 |
| 方正     | 陶新生臺灣大學的同屆同學。美國普林斯頓大學的數學博士，專研拓樸學。回到大陸後，被分配到武漢中華師範學院數學系任教，月薪100元。來自雲南大族，父親在國民黨政府當官十多年。他的哥哥在解放軍進北京前因大學沒念完而留下，1969年冬天死於感冒。                                                                                              |
| 柳亞男   | 方正的妻子。陶新生臺灣大學的同屆同學。美國普林斯頓大學的數學博士。回到大陸後，被分配到武漢中華師範學院數學系任教，月薪100元。他們夫婦回國後因無法忍受政治政治上的黑暗和歧視，堅持申請出國返回西方社會。 |
| 圓圓     | 方正的長女，九歲。 |
| 小牛     | 方正的幼子，五歲。因在英國出生，同學喊他「英國佬」。因急性盲腸炎要動手術。 |
| 何醫生   | 辛梅鄰居。湖南人。上海醫學院畢業。 |
| 何老師   | 何醫生的丈夫，原任南京水利學院力學系水力組講師，屬八級講師。出身國民黨家庭，父母在臺灣。因被兒子告發「一拿起毛選，看一眼就睡著了」而被批鬥，被送去蘇北五七農場養豬三年。從農場回來後，發現患了末期肝癌。 |
| 非非     | 何醫生長子，讀小學。念幼兒園曾告發父親，給父親招來一場禍，之後被送去湖南外婆家住。 |
| 毛毛     | 何醫生次子，三歲。 |
| 李永忠   | 南京水利學院科研小分隊隊長，和陶新生一同到湖南考察。父親是貧農，抗日時為給游擊隊報信而被日本人殺害。女友是和他同一個紅衛兵戰鬥組的學生蘇桃，因蘇桃被打成反革命，兩人結婚無望。因唱樣板戲時順口胡唱，被指有反黨反領袖的重大嫌疑。 |
| 蘇桃     | 李永忠的女友。福建武夷山茶農之女，南京水利學院的學生，是該院最早的紅衛兵之一，因以「茶花女」影射江青而被打成反革命，被押回鄉勞改，勞改期間逃亡失蹤。 |
| 楊銳     | 喜歡給人打小報告的黨員。 |
| 張參謀長 | 南京水利學院的領導，為人執法如山。 |
| 胡非     | 四十年黨齡的老幹部。本來是南京大學的黨委書記，文革被批鬥，勞改後在南京水利學院當「軍工幹」三結合的幹部代表。為人平易近人。 |
| 梁支書   | 南京水利學院剛選上的支部書記。 |
| 駱師傅   | 南京水利學院工宣隊，曾勸陶新生留在南京，打算去四川的念頭。 |
| 趙萍     | 南京水利學院的數學老師。丈夫本來在南京一個工廠當工程師，1959年時，工廠因為有國防任務，被遷去四川。 |
| 司徒青   | 南京水利學院的數學老師。未婚。水院第一個恢復考試的教員。 |
| 郭應生   | 南京水利學院外語教研組老師。曾經是金陵大學的高材生，具二十年的英語教學經驗。 |
| 王得貴   | 和辛梅一起授英語課的教員。本來是俄語教員，只在南京師範學院學了一年大一英語。愛打小報告。 |
| 小邁     | 南京水利學院外語組長。結婚四年就生下三個孩子。 |
| 老蕭     | 南京水利學院體育教研組教員。 |
| 林衛東   | 辛梅的得意學生，品學兼優，獲辛梅單獨教授輔導文革以前的英語教材。來自上海。和葉秀春談戀愛。 |
| 葉秀春   | 南京水利學院的女學生，23歲，在老家有男朋友，但仍主動追求林衛東。 |
| 小萬     | 南京水利學院的學生，三十歲，被動員來念大學。辛梅免他修英語。 |
| 小田     | 南京水利學院水港系的政治輔導員。 |
| 小馬     | 南京水利學院的園丁，以前是紅衛兵。愛看禁書、以收聽「美國之音」自學英語兩年。希望當作家，記錄這一代青年在文化大革命中的真實遭遇。 |
| 萬嫂     | 南京水利學院傳達室的員工，愛打小報告。 |
| 黃老師   | 武漢中華師範學院的女教員。患肝炎多年。 |
| 小文     | 黃老師的大女兒，在農村落戶。因父母是知識份子，考大學的希望渺茫。 |
| 麥志新   | 陶新生的臺大的同班同學。在美國大學教書。 |
| 魏明     | 辛梅中學和大學的同鄉同學，諗法律。由臺獨份子變成鼓吹「大中國」的大左派。被國務院邀請回國訪問一個月。 |